# زیردریایی یو-۷۵۵
زیردریایی یو-۷۵۵ (به انگلیسی: German submarine U-755) یک زیردریایی است که طول آن ۶۷٫۱۰ متر (۲۲۰٫۱ فوت) می‌باشد. این زیردریایی در سال ۱۹۴۱ ساخته شد.